# Vida József (pedagógus)
Vida József (Nemesócsa, 1945. január 20. –) egri fizikatanár, az Eszterházy Károly Főiskola fizika tanszékének oktatója.

## Pályája, tevékenysége
Az Egri Tanárképző Főiskolán 1967-ben matematika–fizika–technika szakos általános iskolai tanári oklevelet szerzett. Fizika szakos középiskolai tanári diplomáját 1980-ban az Eötvös Loránd Tudományegyetemen kapta. 1985-ben ugyanitt egyetemi doktori címet, 2003-ban a nyitrai Konstantin Filozófus Egyetemen PhD címet szerzett.
14 éven át általános iskolában tanított, majd ezt követően Egerbe, a Ho Si Minh Tanárképző Főiskolára (ma Eszterházy Károly Főiskola) került. Itt a fizikatanítás módszertanával kezdett foglalkozni. Rendszeres résztvevője a fizikatanári ankétoknak, az itt bemutatott kísérleti eszközeit több alkalommal részesítették első díjban. Több eszközt tervezett a budapesti Csodák Palotája számára is. 2003-ban a hollandiai Noordwijkban a Physics on Stage 3, majd 2006-ban Brüsszelben és 2011-ben Koppenhágában a Science on Stage nemzetközi konferenciák résztvevője és előadója volt. Jelentős részt vállalt az Eszterházy Károly Főiskolán létrehozott Varázstorony elnevezésű természettudományos bemutatóhely létrehozásában és fizikai kísérleti eszközeinek elkészítésében.

## Publikációk

### Könyvek
- Eljárás interferencia-spektroszkópiai bontóelemek praktikus felbontóképességének kísérleti meghatározására, (Az egri Ho Si Minh Tanárképző Főiskola füzetei, társszerzőkkel), Eger, Ho Si Minh Tanárképző Főiskola, 1982, 587-595 oldal, ISBN 963-7751-91-2
- Elektromosságtani laboratóriumi gyakorlatok, (főiskolai jegyzet), Eger, Eszterházy Károly Tanárképző Főiskola, 1992, 44 oldal
- Kedvenc kísérleteim, Mechanika I., Budapest, Nemzeti Tankönyvkiadó, 1995, oldal, ISBN 963-18-6870-2
- 313 fizikafeladat, Válogatás a Heves megyei általános iskolai fizikaversenyek egy évtizedének feladataiból, 1983-1992, (társszerzőkkel), Eger, Heves Megyei Pedagógiai Intézet, 1997, 106 oldal
- Fizika feladatok 10 éves kortól (Sebestyén Zoltánnal és Zátonyi Sándorral), Piliscsaba, Konsept-H Könyvkiadó, 2002, 132 oldal, ISBN 963-9362-24-7
- Egységes érettségi feladatgyűjtemény, Fizika, Gyakorlófeladatok I., (társszerzőkkel), Budapest, Nemzeti Tankönyvkiadó, 2003, 206 oldal, ISBN 963-19-2345-2
- Egységes érettségi feladatgyűjtemény, Fizika, Gyakorlófeladatok II., (társszerzőkkel), Budapest, Nemzeti Tankönyvkiadó, 2004, 190 oldal, ISBN 963-19-5100-6
- Egységes érettségi feladatgyűjtemény, Fizika, Megoldások I., (társszerzőkkel), Budapest, Nemzeti Tankönyvkiadó, 2004, 237 oldal, ISBN 963-19-2470-x
- Egységes érettségi feladatgyűjtemény, Fizika, Megoldások II., (társszerzőkkel), Budapest, Nemzeti Tankönyvkiadó, 2004, 252 oldal, ISBN 963-19-2504-8
- Egységes érettségi feladatgyűjtemény FIZIKA szóbeli tételek (társszerzőkkel), Budapest, Nemzeti Tankönyvkiadó, 2005, 160 oldal, ISBN 963-19-5442-0
- Öveges József Általános Iskolai Fizikaverseny országos döntője, (szerkesztő Vida József), Budapest, Eötvös Loránd Fizikai Társulat, 1991, 35 oldal, ISBN 963-8051-84-1
- Öveges József Általános Iskolai Fizikaverseny országos döntője, (szerkesztő Vida József), Budapest, Eötvös Loránd Fizikai Társulat, 1992, 34 oldal, ISBN 963-8051-85-X
- Öveges József Általános Iskolai Fizikaverseny országos döntője, (szerkesztő Vida József), Budapest, Eötvös Loránd Fizikai Társulat, 1993, 34 oldal, ISBN 963-8051-60-4
- Öveges József Általános Iskolai Fizikaverseny országos döntője, (szerkesztő Vida József), Budapest, Eötvös Loránd Fizikai Társulat, 1994, 44 oldal
- Öveges József Általános Iskolai Fizikaverseny országos döntője, (szerkesztő Rónaszéki László és Vida József), Tata, Eötvös Loránd Fizikai Társulat, 1996, 40 oldal
- Öveges József Általános Iskolai Fizikaverseny országos döntője, (szerkesztő Rónaszéki László és Vida József), Tata, Eötvös Loránd Fizikai Társulat, 1997, 37 oldal
- Öveges József Általános Iskolai Fizikaverseny országos döntője, (szerkesztő Rónaszéki László és Vida József), Tata, Eötvös Loránd Fizikai Társulat, 1998, 43 oldal

### Doktori értekezések
- A Lummer-lemez felbontóképességének kísérleti meghatározása, Eötvös Loránd Tudományegyetem, 1985
- A kísérlet, mint a fizikatanítás motivációs bázisa, Nyitrai Konstantin Filozófus Egyetem, 2003

### Cikkek
- Általános iskolai fizikatanárok találkozója Mátrafüreden, A fizika tanítása, 1977, 1. szám, 23. oldal
- Ifjú Fizikusok Országos Találkozója, Eger, A fizika tanítása, 1979, 4. szám, 112. oldal
- A fizika tantárgy attitűdszintjének változása az általános és a középiskolában, Acta Academiae Paedagogicae Agriensis XXXI, 2004, 41–46. oldal
- Természettudományos varázsterem az egri líceumban, Acta Academiae Pedagogicae Agriensis XXXIII, 2006, 17–28. oldal
- A XVII. Öveges József Országos Fizikaverseny döntőjére kitűzött feladatok, A fizika tanítása, 2007, 5. szám, 6–9. oldal
- A XVII. döntő feladatainak megoldása,[2] A fizika tanítása, 2007, 5. szám, 10–13. oldal
- Látogatások az egri Varázstoronyban, Fizikai Szemle 2008, 2. szám, 72. oldal
- A XVIII. Öveges József Fizikaverseny országos döntője, (társszerzőkkel), Fizikai Szemle 2008, 10. szám, 347–352. oldal
- Varázstorony az egri líceumban, Acta Academiae Paedagogicae Agriensis XXXV, 2008, 75–85. oldal
- A XVIII. Öveges József Fizikaverseny országos döntőjének krónikája, (társszerzőkkel), A fizika tanítása, 2009, 1. szám, 3–12. oldal
- A 2008. évi Öveges József Fizikaverseny döntőjére kitűzött feladatok, (társszerzőkkel), A fizika tanítása, 2009, 1. szám, 13–17. oldal
- A 2008-as Öveges feladatok megoldása, (társszerzőkkel), A fizika tanítása, 2009, 1. szám, 18–20. oldal
- A XIX. Öveges József Országos Fizikaverseny Krónikája, (társszerzőkkel), A fizika tanítása, 2009, 5. szám, 3–9. oldal
- A XIX. Öveges József Országos Fizikaverseny döntőjére kitűzött feladatok, (társszerzőkkel), A fizika tanítása, 2009, 5. szám, 10–14. oldal
- A XIX. Öveges József Országos Fizikaverseny döntő feladatainak megoldása, (társszerzőkkel), A fizika tanítása, 2009, 5. szám, 15–19. oldal
- XIX. Öveges József Országos Fizikaverseny döntője, (társszerzőkkel), Fizikai Szemle 2009, 10. szám, 351–356. oldal
- A XX. Öveges József Országos Fizikaverseny döntője, (társszerzőkkel), A fizika tanítása, 2010, 5. szám, 3–21. oldal
- XX. Öveges József Országos Fizikaverseny döntője, (társszerzőkkel), Fizikai Szemle 2010, 9. szám, 311–318. oldal
- Izgalmak a Varázstorony vetélkedő döntőjén, Fizikai Szemle, 2010, 6. szám, 207–208. oldal
- A XXI. Öveges József Országos Fizikaverseny döntője, (társszerzőkkel), A fizika tanítása, 2011, 4. szám, 8–18. oldal
- XXI. Öveges József Országos Fizikaverseny döntője, (társszerzőkkel), Fizikai Szemle 2011, 10. szám, 351–357
- A XXI. Öveges József Országos Fizikaverseny döntőjére kitűzött feladatok, (Ősz Györggyel), A fizika tanítása, 2012, 4. szám, 19–32. oldal

### DVD
- Fizika Show, 100 kísérlet, Nyomás, (A Csodák Palotájában megrendezett 33 órás Fizika Show videófelvételei, társszerzőkkel), Budapest, Sprinter Kiadói Csoport, 2008, 89 perc

## Díjai, kitüntetései
- Kiváló Munkáért (1986)
- Mikola Sándor-díj (1994)
- A budapesti Science Center Alapítvány fődíja, a Ferenczi-díj (1994., 1996.)
- Eszterházy-plakett (1997)
- Felsőoktatási Díj (1998)
- Mentor-díj (2009)
- Rátz Tanár Úr-életműdíj (2010)
- Prométheusz-érem (2010)
- Knorr-Bremse-díj (2010)
- Kiss Péter Díj (2015)
- Pedagógus Szolgálati Emlékérem (2019)
- Magyar Érdemrend tisztikereszt (2022)